# Cantone di La Vistrenque
Il Cantone di La Vistrenque era una divisione amministrativa dell'arrondissement di Nîmes.
A seguito della riforma approvata con decreto del 24 febbraio 2014, che ha avuto attuazione dopo le elezioni dipartimentali del 2015, è stato soppresso.

## Composizione
Comprendeva parte del comune di Nîmes e i comuni di:
- Bouillargues
- Caissargues
- Garons
- Milhaud
- Rodilhan